# جبل الجساسية

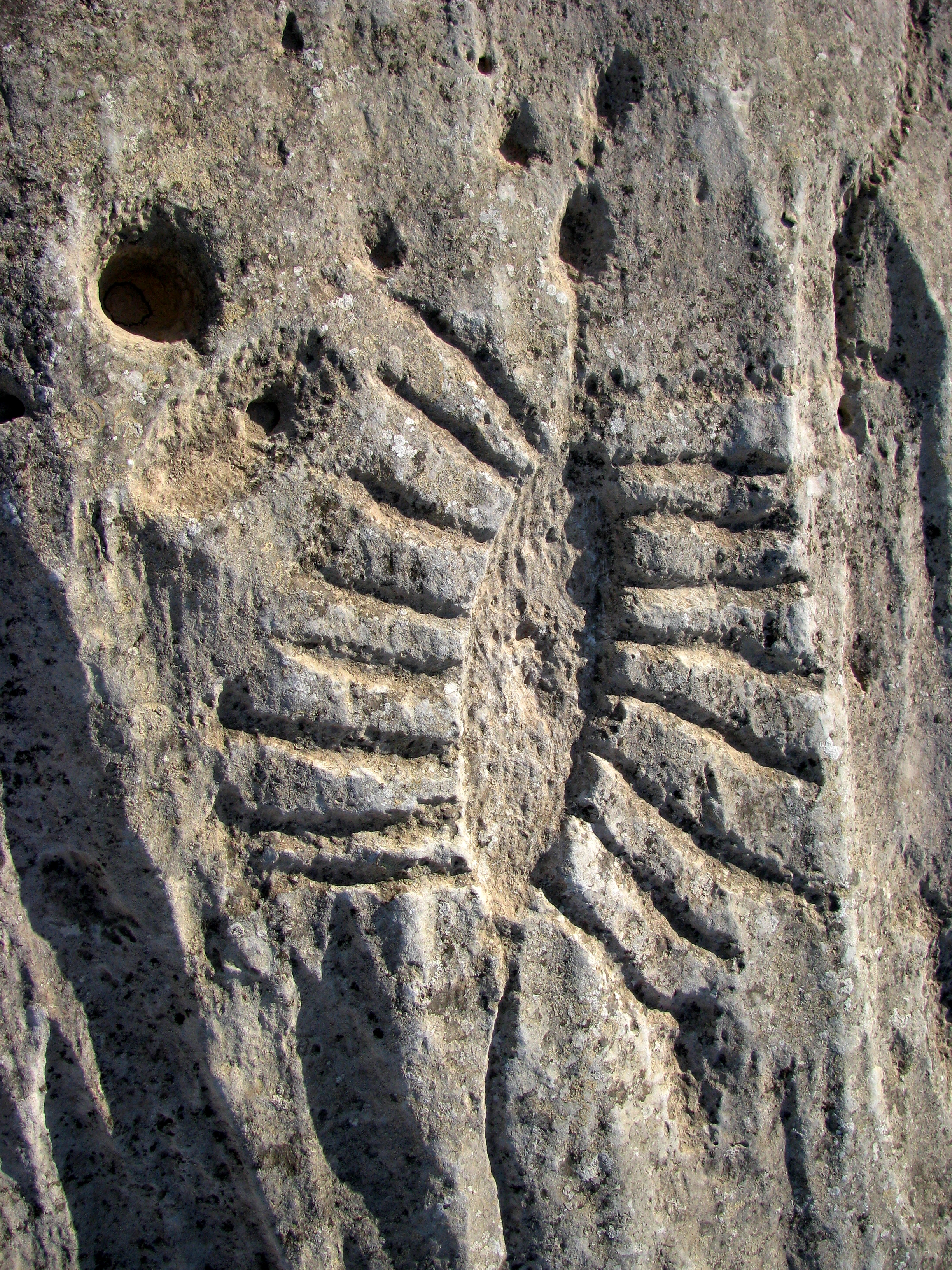
رسم خطط لقارب مع المجاذيف.

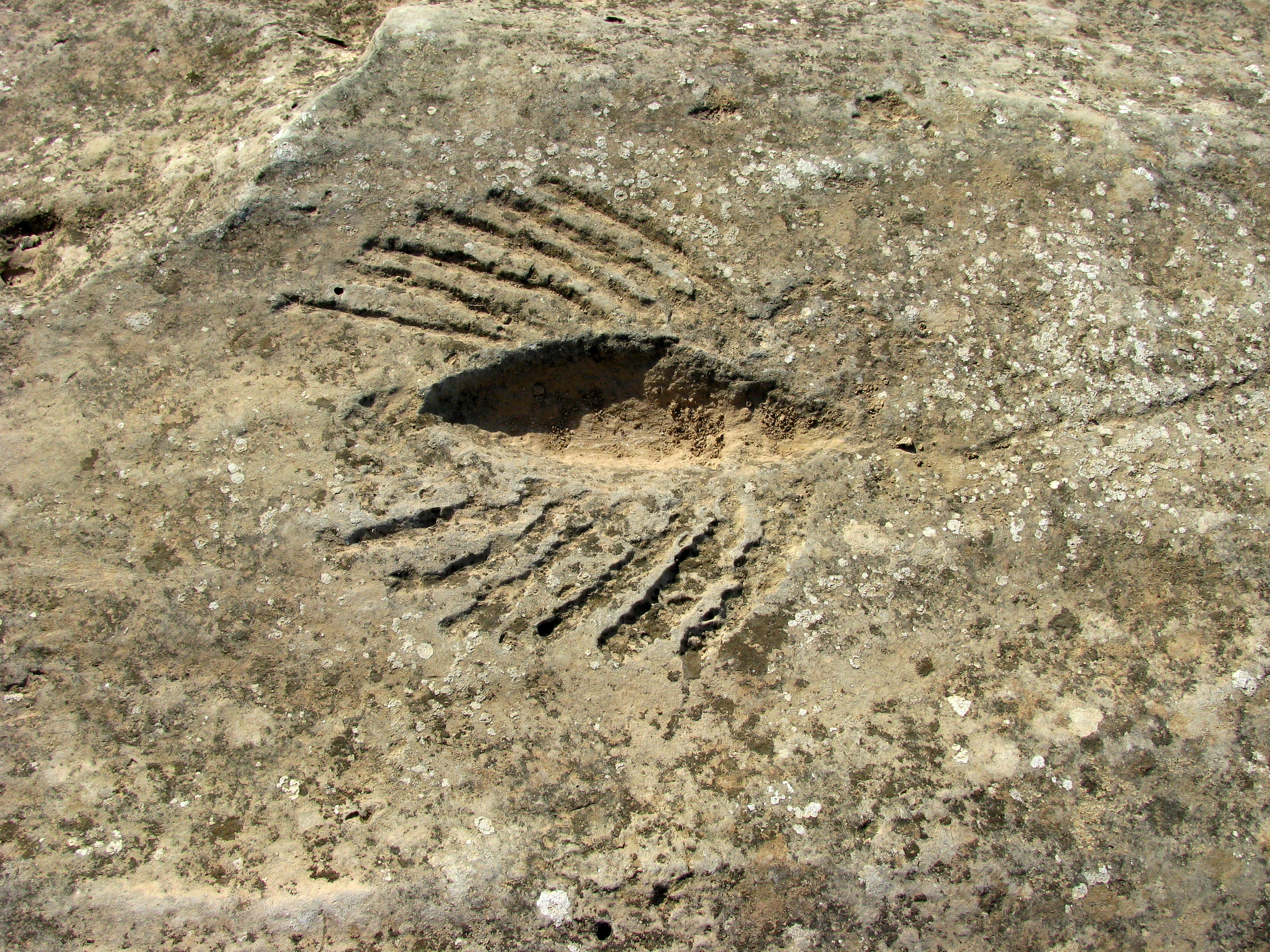
رسم خطط لقارب مع المجاذيف.

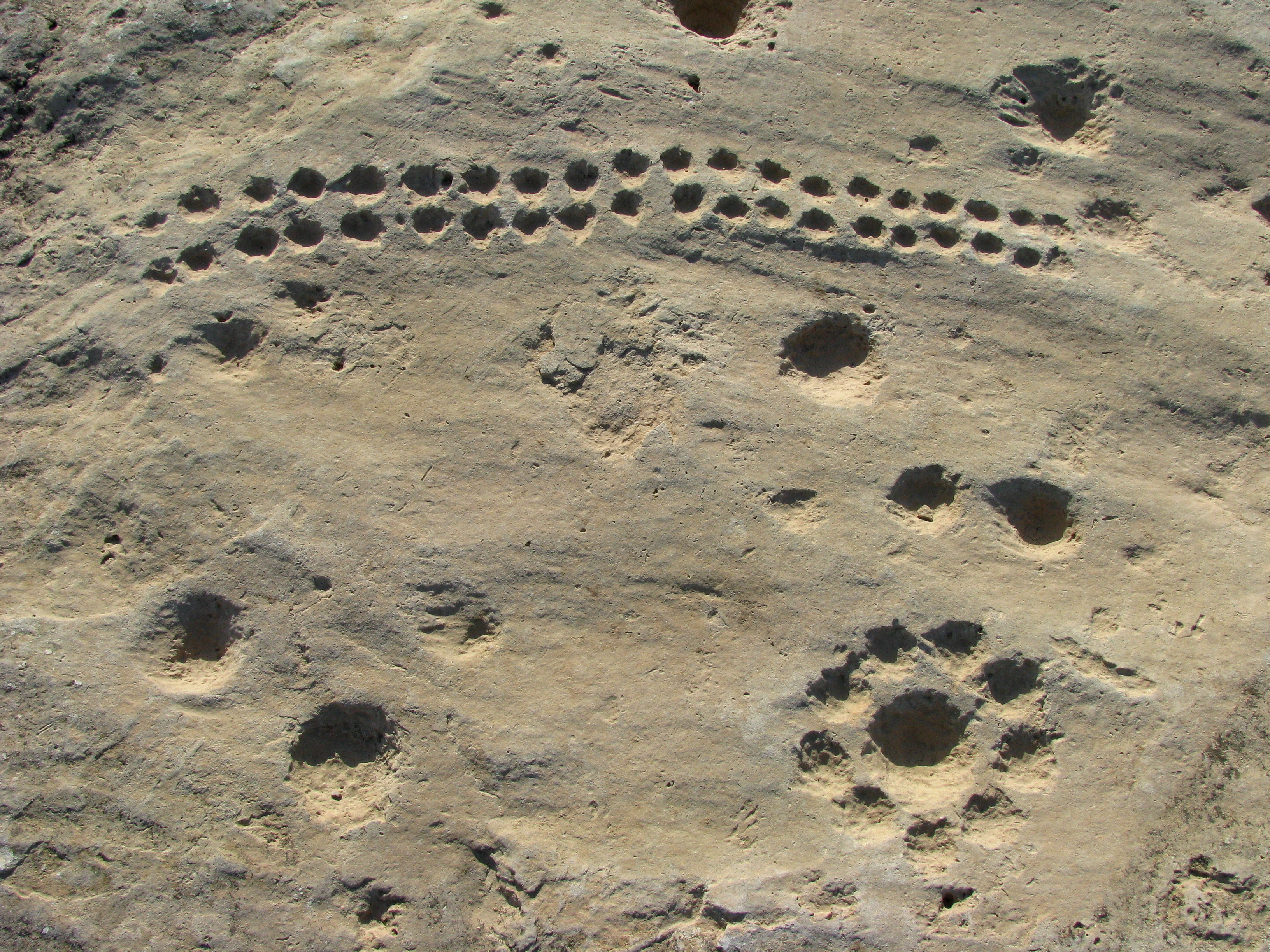
نحوت نقط.

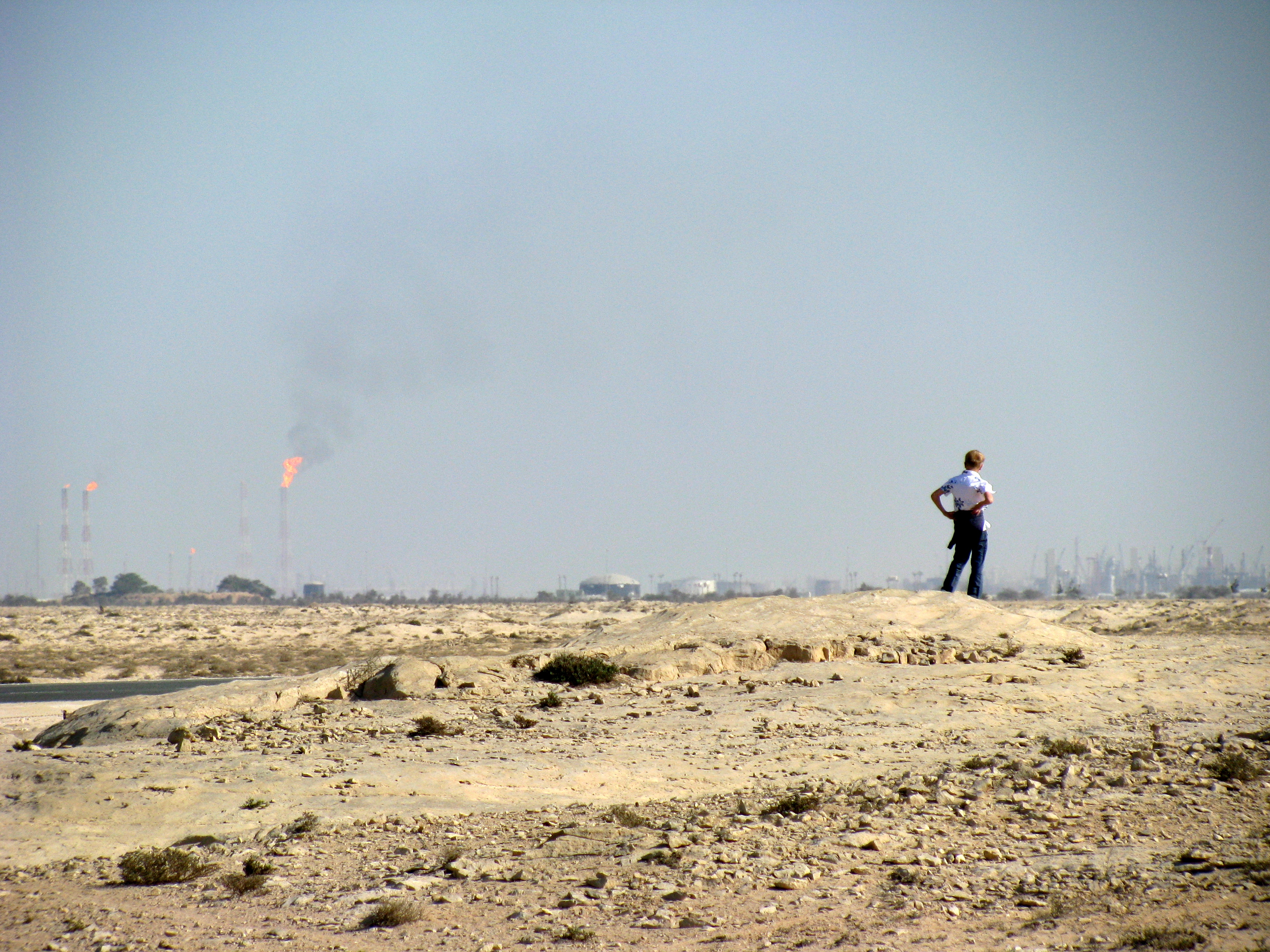
تل في جبل الجساسية مع رأس لفان وهو محطة رئيسية للغاز الطبيعي في قطر، في الخلفية.

جبل الجساسية هي منطقة ذات نقوش ما قبل التاريخ وأطلال سكنية ومخلفات فخارية (من القرن الخامس عشر) في شمال غرب قطر. تشمل المنحوتات في الكثبان الرملية الأحفورية الأشكال الهندسية والحيوانات وأشكال السفن. يعد موقع الفن الصخري الأوسع في قطر مع أكثر من 900 نقش متناثر على 580 موقعا مرقما. هي مماثلة لتلك الموجودة في معبد الكرنك في الأقصر، مصر. كما دمرت المنطقة مساكن وبقايا من الفخار من القرن الخامس عشر.

## نظرة عامة على المنطقة
جبل الجساسية في الجزء الشمالي الغربي من قطر على بعد حوالي 3 أميال جنوب فويرط. تشمل المستوطنات القريبة صفية فويرط والمراونة والحويلة. يتألف من العديد من جيوب الحجر الجيري البارزة (الكثبان الرملية) الواقعة بالقرب من الساحل. في المتوسط لا يزيد طول الجيب عن 7 أمتار مع ارتفاع مركزي يبلغ طوله حوالي 600 متر مما يجعل تجميع الجبيل واحدا من أكبر الجبال في شبه الجزيرة الشمالية الشرقية.

## النقوش
تم اكتشاف النقوش لأول مرة من قبل فريق أثري دنماركي بقيادة هولغر كابيل في عام 1961. قام هانز كابيل ابن هولغر بمسح وتسجيل النقوش في عام 1974. خلص إلى أن هناك حوالي 900 نقش من أنواع مختلفة.
الكأس وعلامات الطوق هي أكثر أشكال الفن شيوعا بين المنحوتات. كما يتم تصوير الحيوانات المختلفة بما في ذلك النعام والسلاحف والأسماك. جبل الجساسية هو موقع الفن الصخري الوحيد في قطر حيث تم تسجيل صور القوارب.

### نقوش القوارب
تستخدم فئتان رئيسيتان استنادا إلى طريقة النحت والتسليم لتصنيف منحوتات القوارب. الفئة الأولى التي تمثل 124 من المنحوتات يتم رسمها في الخطة. أما الفئة الثانية فتمثل 17 فقط من منحوتات القوارب وتتكون من رسومات الارتفاع. توجد رسومات المخطط أساسا على طول التلال الوسطى في حين أن رسومات الارتفاع توجد أساسا على النتوءات الأقرب إلى البحر.
القوارب من أحجام وأنواع مختلفة وبعضها يحتوي على مجاذيف بينما البعض الآخر لا. يتم تضمين نوعين رئيسيين من مراكب الداو الشراعية في رسومات الارتفاع: الباتيل والبقرة. استنتج عالم الآثار وليام فيسي أن بعض رسومات الارتفاع تهدف لتمثيل الحرف اللؤلؤية بسبب بروز زوارق القوارب. لأن الباترات والبقارات تحتوي على الدفات فإنه يخلص إلى أن رسومات الارتفاع لم تكن يمكن أن تكون منحوتة في وقت سابق من 1000-1200 ميلادية.
في المنحوتات في وقت لاحق ظهرت القوارب مع الأشرعة. في بعض المنحوتات الصخرية تظهر الأشرعة بدون قوارب. تم تعديل بعض المنحوتات القديمة في فترات لاحقة مع إضافة أجهزة مثل الحبال والمراسي.
أقرب تاريخ للمنحوتات غير حاسم. عالم الآثار محمد عبد النعيم (1998) مؤرخ مبدئيا من أقدم المنحوتات إلى القرن الثالث قبل الميلاد في حين أن وليام فيسي (1987) من أقدم مخطط ورسومات الارتفاع إلى القرن العاشر الميلادي. خلصت دراسة أجريت في عام 2012 واختبرت تسع عينات من المنحوتات بما في ذلك منحوتات القوارب إلى أن عمر العينات الأقدم كان أقل من 300 سنة. لم تجد الدراسة أي دليل لدعم وجهة نظر المنحوتات التي يعود تاريخها إلى الألفية الجديدة.

## المستوطنة
يعتقد أن جبل الجساسية كان يسكن قبل القرن الثامن عشر. من شأن قرب المنطقة من البحر أن يسمح بسهولة الوصول إلى القوارب. تحتوي المنطقة على مياه جوفية نظيفة قريبة من السطح وهناك عدة آبار في المنطقة المجاورة. أفاد الفريق الأثري بقيادة بياتريس دي كاردي في عام 1974 إلى وجود اثنين من التلال السكنية والعديد من الأواني الخزفية التي يرجع تاريخها إلى فترات مختلفة مع أقرب الأواني الخزفية المسجلة التي يرجع تاريخها إلى القرن 10 أو 11 الميلادي. ويليام فيساي يشير إلى قرب (4 أميال) من جبل الجساسية إلى الحويلة أكبر مدينة في قطر قبل صعود الزبارة في القرن الثامن عشر. تكهن بأن المنطقة كان يمكن أن تكون بمثابة وظيفة مراقبة ومحطة لإعادة تخزين قوارب اللؤلؤ.

## فهرس
- Abdul Nayeem، Muhammad (1998). Qatar Prehistory and Protohistory from the Most Ancient Times (Ca. 1,000,000 to End of B.C. Era). Hyderabad Publishers. ISBN:9788185492049.